# Cleópatra (esposa de Filipe II da Macedónia)
Cleópatra, irmã de Hipóstrato e sobrinha de Átalo, foi a última esposa de Filipe II da Macedónia.
Filipe II teve 350 concubinas, que ele levava para a guerra, e, nos vinte e dois anos que reinou, casou-se com:
- Audata, a ilíria, com quem teve Cinane
- Fila, irmã de Derdas e Machatas
- Nicesipolis de Feras, com quem teve uma filha chamada Tessalônica
- Filina de Larissa, com quem teve um filho chamado Arrideu
- Olímpia, do reino dos molossos, com quem teve Alexandre e Cleópatra
- Meda, filha de Cothelas, rei dos trácios
- Cleópatra, irmã de Hipóstrato e sobrinha de Átalo.

Filipe estava apaixonado por Cleópatra, e Átalo comentou que, após este casamento, reis legítimos poderiam nascer, o que levou a que Alexandre atingisse Átalo com um cálice, que revidou com seu copo; em seguida Olímpia fugiu para os molossos e Alexandre para os ilírios.
Cleópatra e Filipe tiveram uma filha de nome Europa.
Segundo Ateneu, este casamento foi a ruína de Filipe.